# Mörttjärnen (Norsjö socken, Västerbotten, 721855-168462)
Mörttjärnen är en sjö i Norsjö kommun i Västerbotten och ingår i Skellefteälvens huvudavrinningsområde.